# Sogno

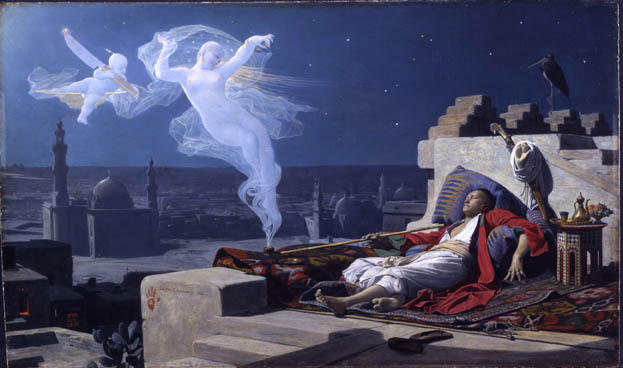
Il sogno dell'eunuco, quadro dipinto da Jean-Jules-Antoine Lecomte du Nouÿ (1874; Cleveland Museum of Art).

Il sogno (dal latino somnium, derivato da, "sonno") è un fenomeno psichico legato al sonno, in particolare alla fase REM, caratterizzato dalla percezione di immagini e suoni riconosciuti come apparentemente reali dal soggetto sognante. È definito anche pensiero notturno. 
Il sogno ha da sempre attratto la curiosità di scienziati e ricercatori, ed è stato oggetto di studio della filosofia, della psicologia e della fisiologia. Le moderne tecniche di neuroimmagine hanno permesso di approfondire i processi neurobiologici che avvengono durante il sogno dando vita a una nuova fase di ricerca basata non più solo su ipotesi psicologiche, ma su riscontri fisici verificabili. Nonostante questo, non esiste ad oggi una teoria sufficientemente condivisa sulla funzione del sogno e sul suo valore adattivo per l'individuo, e il tema rimane oggetto di dibattito tra gli studiosi. 
L'arte divinatoria che pretende di interpretare i sogni si chiama oniromanzia; mentre la capacità di prendere coscienza dei sogni viene definita onironautica o sogno lucido.
Vari studi hanno dimostrato che il sogno è una caratteristica tipica di quasi tutti i mammiferi e gli uccelli.

## Neurologia dei sogni
Non esiste una definizione biologica universalmente accettata dei sogni. In generale si osserva una forte corrispondenza con la fase REM, in cui l'elettroencefalogramma rileva un'attività cerebrale paragonabile a quella della veglia. I sogni che siamo in grado di ricordare, non avvenuti durante la fase REM, sono a confronto più banali. Un uomo in media sogna complessivamente per sei anni durante la sua vita, circa due ore per ogni notte.

### Fasi del sonno
Quando il corpo avverte la necessità di dormire, i neuroni situati nelle vicinanze degli occhi iniziano a mandarvi segnali. Secondo Michael Smith, questi neuroni sono situati tanto vicino a quelli che controllano le palpebre che queste iniziano ad apparire "pesanti". Le ghiandole secernono un ormone che favorisce il sonno e i neuroni inviano segnali al midollo spinale che rilassa il corpo.

### Scoperta della fase REM

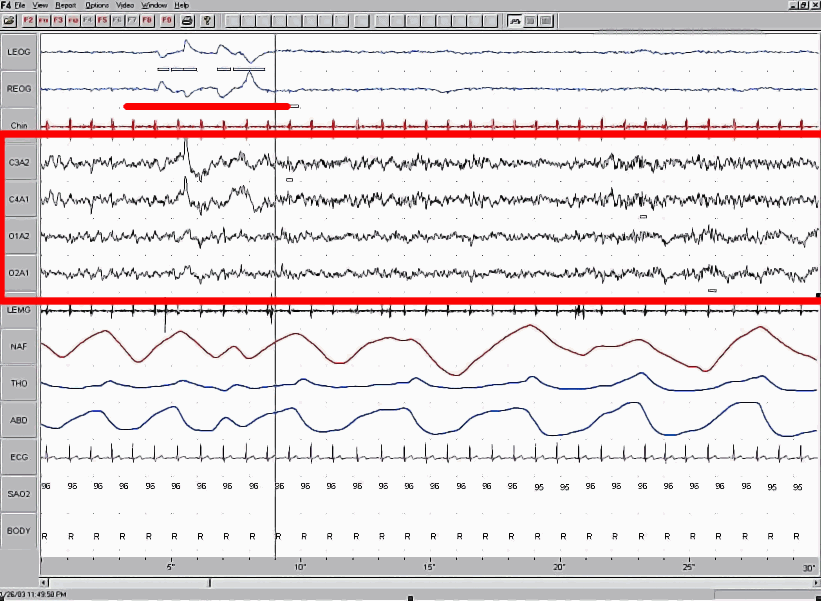
EEG che mostra le onde cerebrali durante la fase REM

Nel 1953 Eugene Aserinsky, allora studente di dottorato, mentre usava un poligrafo per registrare le onde cerebrali durante il sonno, scoprì la fase REM notando che gli occhi dei dormienti si muovono pur con le palpebre chiuse. In una sessione svegliò un paziente che stava piangendo durante la fase REM, potendo quindi trovare conferma in quanto aveva presupposto precedentemente. Aserinsky e il suo relatore, Nathaniel Kleitman, pubblicarono gli studi sulla rivista Science.
Nel 1976, J. Allan Hobson e Robert McCarley proposero una nuova teoria che cambiò radicalmente il sistema di ricerca, sfidando la precedente visione freudiana dei sogni come desideri del subconscio che dovrebbero essere interpretati. La teoria di attivazione di sintesi asserisce che le esperienze sensitive sono fabbricate dalla corteccia come un mezzo per interpretare i segnali caotici dai ponti neuronali. Questi propongono che, durante la fase REM, le onde della sinapsi ascendente PGO (ponto-genicolo-occipitale) stimolino la parte alta del mesencefalo e del prosencefalo, producendo rapidi movimenti degli occhi. Il proencefalo, così attivato, sintetizza il sogno all'esterno delle informazioni generatesi internamente. Questi presumono inoltre che le stesse strutture indurrebbero anche le informazioni sensoriali della fase REM.
Le ricerche di Hobson e McCarley nel 1976 suggerirono che i segnali interpretati come sogni hanno origine nel tronco del cervello durante la fase REM. Comunque la ricerca di Mark Solms suggerisce che i sogni sono generati nel romboencefalo e che la fase REM e i sogni non sono direttamente correlati. Lavorando nel reparto di neurochirurgia in ospedali a Johannesburg e Londra, Solms aveva accesso a pazienti con vari danni al cervello. Cominciò quindi a interrogare pazienti sui loro sogni e scoprì che coloro che avevano registrato danni al lobo parietale avevano smesso di sognare; questa scoperta era in linea con la teoria del 1977 di Hobson. Comunque Solms non incontrò casi di perdita della capacità di sognare nei pazienti che avevano danni al tronco cerebrale. Questa conclusione lo portò a mettere in discussione la teoria prevalente di Hobson, secondo cui il tronco è la fonte dei segnali che vengono interpretati come sogni. Solms formulò l'idea del sogno come una funzione di molteplici e complesse strutture cerebrali, confermando quanto presupposto dalla teoria freudiana dei sogni, idea che aveva incontrato le critiche di Hobson.

### Teoria dell'attivazione continua
Combinando le ricerche di Hobson e Solms, la teoria di continual-activation del sognare presentata da Jie Zhang propone che sognare è un risultato dell'attivazione del cervello e della sintesi allo stesso tempo, poiché il sogno e la fase REM del sonno sono controllati da differenti meccanismi cerebrali. Zhang ipotizzò che le funzioni del dormire sono una sorta di trasferimento delle informazioni dalla memoria a breve termine a quella a lungo termine, sebbene non vi sia un'assoluta certezza sulla teoria del "consolidamento" della memoria. Il sonno non-REM tratta la memoria consapevole-relativa, e il sonno-REM tratta la memoria relativa e inconscia (memoria procedurale)
Zhang presunse che, durante la fase REM, la parte inconscia del cervello sia occupata nel processare la memoria procedurale; nel frattempo, il livello di attività nella parte consapevole del cervello scende a un livello molto basso come i contributi dal sensorio, che risulta fondamentalmente disconnesso. Questo provoca il meccanismo di "continuo-attivazione" che genera un fiume di dati dalla memoria immagazzinata alla parte consapevole del cervello. Zhang propone che, con il coinvolgimento del sistema pensante e associativo, sognando, il cervello del sognante mantenga la stessa memoria finché si verifica la sua successiva inserzione. Questo spiegherebbe perché i sogni hanno ambo le caratteristiche della continuità (all'interno di un sogno) e dei cambi improvvisi (tra due sogni).

### Sogni e memoria
Eugen Tarnow suggerì che i sogni sono una forma di stimolazione continua della memoria a lungo termine, durante tutto il corso della vita. La stranezza dei sogni è dovuta alla configurazione della memoria a lungo termine, memore delle scoperte di Wilder Penfield e Rasmussen, secondo cui le stimolazioni elettriche della corteccia cerebrale darebbero origine a esperienze sensoriali del tutto simili ai sogni.
Durante la normale attività giornaliera una funzione esecutiva interpreta la memoria a lungo termine, verificando la veridicità dei singoli eventi. La teoria di Tarnow è una riscrittura della teoria di Sigmund Freud sui sogni, in cui l'inconscio è sostituito con il sistema di memoria a lungo termine e il Lavoro di Sogno di Freud descrive la struttura di memoria a lungo termine.

#### Ippocampo e memoria

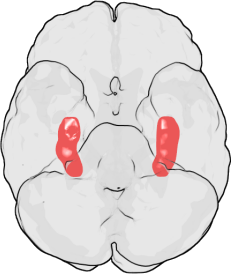
Locazione dell'ippocampo

Uno studio del 2001 ha mostrato l'evidenza che le ubicazioni illogiche, i caratteri e i flussi di sogno possono aiutare il cervello a fortificare il concatenamento e il consolidamento della memoria semantica. Questa occasione potrebbe realmente verificarsi in quanto durante la fase REM il flusso di informazioni tra l'ippocampo e la corteccia si riduce. Livelli in aumento dell'ormone dello stress Cortisolo fanno inoltre decrescere (spesso durante il sonno di REM) la comunicazione. Una tappa del consolidamento della memoria è il concatenamento di ricordi distanti ma correlati. Payne e Nadel hanno ipotizzato che i ricordi vengano concatenati in un resoconto liscio simile al processo che accade quando la mente è sotto stress.
Un gruppo di neuroscienziati italiani coordinati da Luigi De Gennaro ha condotto uno studio che ha fornito alla comunità scientifica le prime evidenze circa la possibile associazione tra caratteristiche morfo-anatomiche dell’ippocampo e dell'amigdala e aspetti qualitativi dei sogni, in particolare la loro bizzarria.
Più nel dettaglio, attraverso l’utilizzo di tecniche e strumenti come l’imaging a risonanza magnetica e in particolare dell’imaging con tensore di diffusione, i ricercatori italiani hanno esplorato la correlazione tra alcune caratteristiche strutturali (ad esempio diffusività e dimensioni) di specifiche aree cerebrali (amigdala e ippocampo) e aspetti narrativi del sogno, quest’ultimi rilevati per mezzo di diari compilati dai soggetti sperimentali. Le conclusioni della ricerca sono state che la bizzarria, una delle caratteristiche analizzate assieme all’intensità emotiva e alla vividezza del sogno, risulterebbe positivamente associata ad una maggiore diffusività registrata nella parte destra dell’amigdala (segno di una ridotta integrità strutturale di quest’area) e negativamente associata con le dimensioni (o volume) della parte sinistra della stessa area. Un’associazione, anche se ridotta, è stata evidenziata con le dimensioni dell’ippocampo.

### Funzione dei sogni
Ci sono molte ipotesi relative alla funzione dei sogni. Durante la notte ci possono essere molti stimoli esterni, ma la mente rielabora gli stimoli e ne fa parte integrante dei sogni, nell'ordine in cui il sonno procede. La mente sveglia l'individuo nel caso si dovesse trovar in pericolo o se qualificato a rispondere a certi suoni; ad esempio un bambino che piange. I sogni possono permettere anche alle parti represse della mente di essere soddisfatte attraverso la fantasia mentre tiene la mente lontana da pensieri che ne causerebbero un risveglio improvviso.
Freud suggerì che gli incubi lasciano al cervello la funzione di controllare le emozioni; esse sono il risultato delle esperienze "dolorose". I sogni lasciano anche esprimere alla mente sensazioni che sarebbero normalmente soppresse da svegli, tenendoci così in armonia. Inoltre, l'attività onirica, può offrire una vista sulle emozioni legate ad eventi futuri (accade nel periodo di veglia, in occasione di un colloquio di lavoro o, comunque, di un'esperienza emozionante).
Carl Gustav Jung suggerì che i sogni possono compensare atteggiamenti unilaterali attuati da svegli.
Ferenczi propose che il sogno può comunicare qualcosa che non si sta dicendo completamente. Ci sono state anche analogie con le operazioni di manutenzione automatica dei computer operate quando questi sono in modalità offline. I sogni possono rimuovere "nodi parassiti" ed altra "spazzatura" mentale. Essi possono creare anche nuove idee, attraverso la generazione di mutazioni di "pensieri casuali"; alcune di queste possono essere rifiutate dalla mente come inutili, altre possono essere viste come preziose e mantenute. Blechner definì questa come la teoria dell'Onirismo Darwiniano. I sogni possono, inoltre, regolare l'umore.
Hartmann disse che i sogni possono funzionare come la psicoterapia «attivando connessioni in un posto sicuro» e, quindi, permettono al sognante di integrare "cose e pensieri" che, altrimenti, verrebbero dissociati (nella fase conscia).
Recenti studi di Griffin hanno condotto alla formulazione della «teoria di adempimento dell'aspettazione di sognare» che suggerisce che sognando metaforicamente si completino modelli di aspettazione emotiva e, consequenzialmente, si abbassino i livelli di stress (diminuzione della produzione del cortisolo).

### Sogni lucidi
A volte capita di acquisire consapevolezza del fatto di trovarsi in un sogno. Essendo coscienti del fatto che tutto l'ambiente è una creazione della nostra mente, è possibile manipolare a piacimento gli oggetti e gli eventi del nostro sogno. Alcune persone, definite "sognatori lucidi naturali" oppure "onironauti", hanno la capacità di rendersi conto di trovarsi in un sogno senza applicare tecniche particolari. Al contrario, molte altri ricercano queste esperienze impegnandosi nell'applicazione di alcune tecniche che possono aiutarli nel raggiungere l'obiettivo.

## Storia
Il ruolo dell'interprete dei sogni è presente nella storia delle principali civiltà del mondo antico, dove era tenuto in grande considerazione e prestigio presso la corte dei re. La facoltà di interpretare sogni e visioni era in genere associata al dono della profezia, e al privilegio di un colloquio personale con entità spirituali, quali angeli e Dio stesso.
Personalità storiche che rivestirono questo ruolo di potere furono ad esempio:
- l'arabo Achmet, figlio dell'interprete dei sogni alla corte del califfo al-Maʾmūn, fondatore della oniromanzia islamica, che a sua volta afferma nell'Oneirocriticon di essere stato allievo dei consiglieri di corte dei re di India, Persia, Egitto;
- il greco Artemidoro di Daldi che dedica i primi tre dei quattro libri dell'Oneirocritica a Massimo di Tiro, retore a Roma presso l'imperatore Commodo;
- il greco Artemidoro di Efeso inviato come ambasciatore a Roma.

### Il sogno nella preistoria
Il sogno è un'attività del pensiero umano che ha interessato l'uomo fin dai primordi della civiltà. Il disegno a carboncino in una delle Grotte di Lascaux può essere considerato la rappresentazione di un sogno. In questo documento l'autore disegna ciò che vede con la fantasia: l'uccisione del bisonte durante una battuta di caccia. Esso è analogo a un sogno ad occhi aperti, disegnato a memoria.

### L'epopea di Gilgamesh
La prima testimonianza scritta è riportata in uno dei primi libri prodotti dal genere umano, l'Epopea di Gilgameš, composta intorno al 2000 a.C. su tavolette di creta asciugata al sole e rinvenute nella biblioteca di Assurbanipal, a Ninive nel 1852 (ma riconosciute solo nel 1870 dall'assiriologo inglese George Smith). Gilgameš sogna di incontrare Enkidu, con cui dapprima ingaggia una lotta, ma poi, riconosciutane la forza, lo porta davanti alla madre e lo adotta come gemello. Quando Gilgamesh racconta questo sogno alla madre Ninsun, lei lo interpreta in questo modo:
(Epopea di Gilgamesh)
In questo caso la madre (la dea-sacerdotessa Rimat-Ninsun), fornisce un'interpretazione profetica del sogno.

### Il sogno presso i Sumeri
Nella civiltà sumerica troviamo il rituale dell'incubazione. Questa pratica richiedeva che un individuo scendesse in un luogo sacro sotterraneo, dormisse una notte intera e andasse poi da un interprete a raccontare l'eventuale sogno, che di solito rivelava una profezia.

### La Bibbia e i sogni

#### Antico Testamento
Nel Libro della Genesi (Gen 40:8), il patriarca Giuseppe attribuisce ad un dono di Dio tanto la profezia quanto la facoltà di interpretare i sogni.

In questo libro, è presente il maggiore dei sogni menzionati nella Bibbia, quello del faraone che vede sette vacche grasse e sette vacche magre: nessuno sa interpretare il sogno, finché è chiamato Giuseppe. L'interpretazione del sogno in questione è di tipo profetico ma assume anche un carattere religioso: Giuseppe, infatti, pensa che si tratti di una teofania, ovvero di una visione inviata direttamente da Dio.
Nella Genesi è anche presente il sogno della Scala di Giacobbe in cui una teoria di angeli sale e una scende da una scala che raggiunge il cielo.
Il sogno di re Salomone in Gàbaon, raccontato per ben due volte nella Bibbia, è invece caratterizzato dalla particolarità di non presentare un contenuto profetico che necessita di un'interpretazione successiva, ma di riferire un dialogo sincero, diretto e personale fra la divinità e il Suo servitore, che chiede e ottiene il dono della sapienza e del discernimento spirituale.
La storia di Ahikar, gran visir di Assiria, che riguarda il primo interprete di sogni e visioni noto nei tempi antichi, è accennata nella Bibbia (Libro di Tobia, cap. 10), oltreché in vari testi greci e in un manoscritto per ognuna delle seguenti civiltà: accadico, egiziano, armeno, siriaco, arabo.
Vanno poi ricordati due profeti ebraici, Sofonia e Daniele (quest'ultimo attivo presso il Re di Babilonia), esplicitamente indicati come neviìm nella Scrittura: sono figure di mediatori che ricevono visioni e parlano con Dio o con gli angeli.

#### Nuovo Testamento
Nel Nuovo Testamento si ricorda il sogno fatto da Claudia Procula, moglie di Ponzio Pilato: mentre il funzionario stava decidendo se condannare a morte o meno Gesù, la donna capì interpretando la propria visione che quell'uomo era innocente.

### Il sogno presso i Greci e i Romani
Marco Lorandi nel suo libro La realtà dell'invisibile. Arte, Letteratura, "Follia" scrive che nel mondo greco il sogno comprendeva le tre divinità di Hypnos, Eros e Thanatos «che incarnano quello che modernamente possiamo identificare nella triade di una condizione psichica dell'anima, vale a dire la situazione del sogno come avvenimento, accadimento nel sonno».
I Greci ripresero l'usanza dell'incubazione, andando in un bosco sacro o in una grotta, dove scavavano una buca, o recandosi presso un tempio di Asclepio. Lì si accoccolavano sperando di riuscire a dormire e quindi a sognare; in seguito consultavano l'esperto in oniromanzia. Le interpretazioni assumevano un ruolo di cura e guida spirituale. Tra gli interpreti ve ne erano di famosi, come Artemidoro di Daldi, forse il primo a scrivere un'opera sull'argomento, intitolata L'interpretazione dei sogni.
Le interpretazioni fornite da Artemidoro e altri furono tramandate di generazione in generazione. Il primo a riprendere in mano l'argomento in epoca moderna fu Sigmund Freud, che pubblicò a sua volta, nel 1899, la sua Interpretazione dei Sogni, un testo fondamentale nella storia del pensiero.
Inoltre sono testimoniate antiche forme di esorcismo utili a liberarsi da sogni angosciosi, come la purificazione attraverso l'uso dell'acqua, il sacrificio agli dei e il racconto della visione alla luce del sole.
Le notizie più antiche sui sogni nella letteratura greca si trovano nell'Iliade. Un sogno di natura ingannevole venne inviato da Zeus ad Agamennone, per indurlo ad attaccare i Troiani senza Achille, affinché sul campo "muoiano molti Achei". Un altro sogno, che è invece tragicamente profetico, viene descritto nel decimo libro del poema, dove si dice che il giovane re tracio Reso, alleato di Priamo durante la guerra di Troia, sognò la persona che lo stava sgozzando in quel momento, il nemico Diomede, penetrato di sorpresa nella sua tenda. Sempre nel poema omerico si accenna a due anziani interpreti di sogni, il troiano Euridamante e Merope di Percote, entrambi padri di due figli guerrieri: i quattro giovani, destinati anch'essi a finire vittime di Diomede (ma in combattimenti veri e propri), avevano ripetutamente sognato prima di partire per la guerra; Merope cercò di convincere i propri figli Adrasto e Anfio a non partecipare al conflitto, avendo ravvisato nelle loro visioni segnali di morte, ma essi non lo ascoltarono e mal gliene incolse, mentre Euridamante sbagliò l'interpretazione dei sogni fatti dai figli Abante e Poliido, che a suo dire non sarebbero caduti in battaglia. Fonti non omeriche dicono che Merope ebbe anche una figlia, Arisbe, destinata a diventare la prima moglie di Priamo: da questa unione nacque Esaco, che eccelse in oniromanzia come il nonno.
Nell'Odissea si dice che i sogni possono provenire dagli dei o dal mondo dei morti, e possono essere ingannevoli o veritieri, ma sempre costituiti da una qualche inconsistente materialità, una sorta di fumo o nebbia, tale cioè da renderli percepibili dai sensi umani e connessi in qualche modo con la vita reale. Il sogno è dunque concepito come una via proveniente dall'al di là che permette di scoprire l'essenza intima dell'uomo e il suo destino.
«Ospite, i sogni sono vani, inspiegabili:

non tutti si avverano, purtroppo, per gli uomini.

Due son le porte dei sogni inconsistenti:

una ha battenti di corno, l'altra d'avorio:

quelli che vengono fuori dal candido avorio,

avvolgon d'inganni la mente, parole vane portando;

quelli invece che escon fuori dal lucido corno,

verità li incorona, se un mortale li vede.»
Secondo Esiodo i sogni erano figli della Notte. L'idea di una divinità specifica dei sogni è più tarda e viene generalmente attribuita ad Ovidio, che nelle sue Metamorfosi diede un nome ai tre figli di Ipno, il sonno: Morfeo, Fobetore e Fantaso.
Lo scrittore romano cristiano Tertulliano dedica alla visione un'importante digressione incentrata sul sogno in epoca romana definendo i sogni come accidenti del sonno «e perturbazioni non indifferenti dell'anima. (...) Questa facoltà la chiamiamo estasi ed è un abbandono della percezione dei sensi e qualcosa di simile alla follia». Lo scrittore parla di una «combinazione che unisce il sonno all'estasi e da questa combinazione è derivata la natura del sogno». Nelle pagine successive lo scrittore parla del sogno presso i Romani, citando Marco Tullio Cicerone, Gaio Giulio Cesare, Bruto, Cassio  raccontati nei commentari di Vitellio.

### Il sogno nella mitologia norrena
Nei testi principali della mitologia norrena, come l'Edda poetica e l'Edda in prosa di Snorri Sturluson, il dio Baldr compie sogni premonitori della sua morte, confermati dal padre Odino, che disceso in Hel, scopre che li tutto è pronto per accogliere il morituro. La madre Frigg allora fa promettere ad ogni cosa o essere vivente che mai verrà offeso in alcun modo Baldr, tranne al giovane vischio. Alla fine, Loki ucciderà Baldr proprio con un ramo di vischio.

## Sogno e filosofia
(William Shakespeare, La Tempesta, Atto IV)

### Filosofia antica

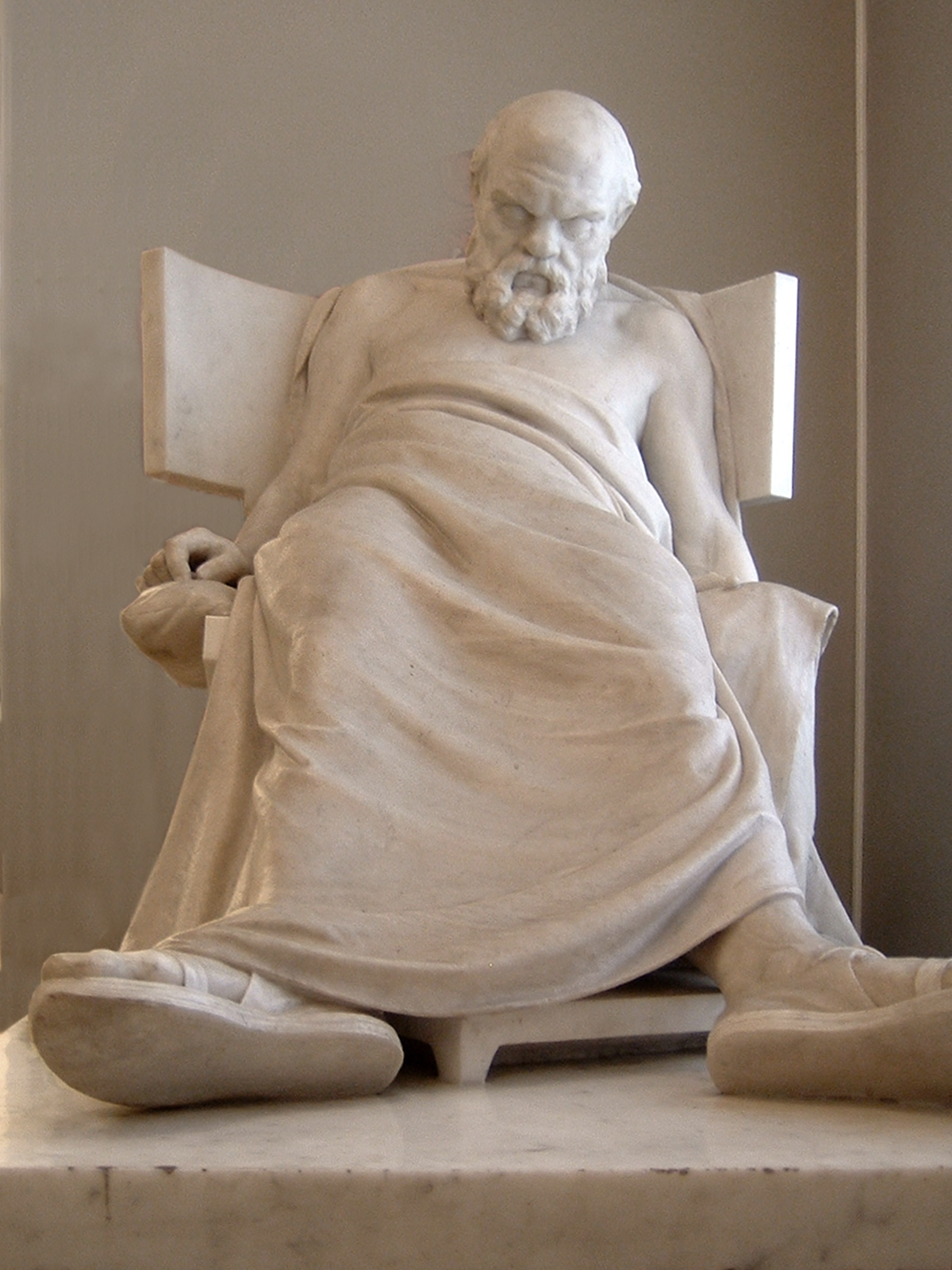
«Se la morte è assenza totale di sensazioni, come se si dormisse un sonno senza sogni, oh, essa sarebbe un guadagno meraviglioso.» (Platone, Apologia di Socrate, cap. 32).

Secondo Platone i sogni non sono altro che i nostri stessi pensieri caricati emotivamente così da formare un intreccio di ragione e sentimenti che genera inganno poiché i sensi con la loro essenza ingannevole travolgono la ragione stessa. Così accade che qualcuno viva da sveglio come se sognasse, conducendo la sua esistenza nell'inganno e nell'illusione e non agendo secondo ragione ma seguendo i suoi sogni, i suoi desideri e passioni causando così la sua stessa rovina. Le caratteristiche dei sogni sono legate alla stessa personalità di chi sogna: essi saranno malvagi se il sognatore è malvagio, buoni se chi li sogna è d'animo buono.
Per gli atomisti, non vi è nulla di misterioso e oscuro nel mondo dei sogni: mentre nel sonno i nostri sensi sono intorpiditi, una particolare aggregazione di atomi resta attiva nella nostra mente, che è sempre vigile, così che attraverso di essa si apre una strada materiale e sensibile che porta alla visione degli dei. I sogni sono dunque spiegabili meccanicamente come immagini che provengono dagli oggetti esterni e che più ci hanno colpito nella veglia e che, attraverso i pori, quando dormiamo, penetrano nei nostri corpi: «I sogni non hanno natura divina né potenza divinatoria, ma succedono a causa di immagini che ci hanno impressionati.»
«E l'attività alla quale ognuno di solito è attaccato e attende,

o gli oggetti sui quali molto ci siamo prima intrattenuti

e nell'occuparsi dei quali è stata più intenta la mente,

in questi stessi per lo più nei sogni ci pare d'essere impegnati:»
Per Aristotele, particolarmente interessato ai sogni, tanto da scriverne nei Parva naturalia in tre saggi dedicati a questo tema specifico: De divinatione per somnium, De somniis e De Somno et vigilia, il sogno è un esaltatore della realtà: il sogno, cioè, evidenzia quei piccoli stimoli sensoriali che abbiamo ricevuto durante la veglia e che attraverso il sangue giungono al cuore che ce li restituisce in una forma molto più intensa durante il sonno. Il sogno è «una sorta di immagine che compare nel sonno». L'immaginazione ha la caratteristica di conservare un'immagine di qualcosa anche senza la sua presenza nell'intuizione sensibile per cui «l'immaginazione in realtà è un movimento prodotto dal senso quand'è in atto: ora il sogno pare che sia un'immagine (e noi diciamo sogno l'immagine prodotta durante il sonno sia in maniera assoluta, sia in quella maniera): è chiaro, pertanto, che il sognare appartiene alla facoltà sensitiva, e le appartiene in quanto è immaginativa»:
Per Aristotele la funzione del sogno è quella di informare sulle condizioni di salute di chi sta sognando e quella di indicare il migliore comportamento possibile per il futuro:
Di conseguenza, poiché gli inizi di tutte le cose sono piccoli, è chiaro che lo sono anche gli inizi delle malattie e degli altri accidenti che devono prodursi nel corpo. È evidente, quindi, che tali sintomi sono manifesti più nel sonno che nello stato di veglia. È in verità non è assurdo che talune immagini che si presentano nel sonno siano causa di azioni proprie a ciascuno di noi. […]
Così pure è necessario che i movimenti che hanno luogo nel sonno siano spesso gli inizi delle azioni fatte poi durante il giorno, giacché anche qui l’idea di queste azioni si trova agevolata la strada delle rappresentazioni della notte.»
Aristotele non crede che gli dei parlino agli uomini attraverso i sogni; se volessero farlo si mostrerebbero loro apertamente alla luce del giorno e sceglierebbero con cura i destinatari del loro messaggio:
Questi impulsi producono delle immagini che permettono la previsione di quel che può capitare in tali casi. Ed è per questo che tali fenomeni si verificano negli uomini ordinari e non in quelli più saggi. Di giorno si verificherebbero anche nei saggi, se fosse dio a mandarli. Ma, com’è la cosa, è naturale che siano gli uomini ordinari a prevedere, perché il pensiero di costoro non è portato alla riflessione, ma, per così dire, è deserto e vuoto di tutto, e, una volta stimolato, è condotto secondo l’impulso stesso.»
Artemidoro nel II secolo d.C. è l'autore di uno dei pochi trattati del mondo greco a noi pervenuto sull'interpretazione dei sogni, dal titolo Onirocritica (Ὀνειροκριτικά), in cinque libri. Le sue fonti dovevano essere molto ampie se, come egli stesso scrive, aveva letto sull'argomento tutto ciò che era disponibile al suo tempo, raccolto durante i suoi viaggi in Asia, Grecia e Italia. Egli introduce una separazione: tra i sogni veri e propri e quelli falsi che sono delle semplici visioni, riferite a una condizione presente dell’anima o del corpo. Nei sogni veritieri si possono trovare quelli diretti, che non necessitano di un’interpretazione ma risultano chiari e comprensibili, e quelli simbolici e allegorici, per i quali è indispensabile un'interpretazione, costituendo essi possibili ammonimenti e indicazioni per il futuro.
Questa classificazione fu ripresa da Macrobio (V secolo d.C.) nei suoi Commentarii in Somnium Scipionis. Secondo Macrobio ci sono cinque tipi di sogni. Tre di essi riguardano i sogni veritieri e sono utili a prevedere gli avvenimenti futuri: il somnium, sogno oscuro che rivela il suo valore predittivo solo se viene interpretato; l'oraculum, dove appare un personaggio autorevole che formula una profezia e la visio, nella quale appare chiaramente ciò che è destinato ad avvenire. Sogni falsi sono invece l'insomnium, che corrisponde alle "visioni" della classificazione di Artemidoro, e il visum, presenti nel dormiveglia, nello stadio intermedio fra la veglia ed il sonno vero e proprio.

### Cartesio
Già Platone aveva notato la difficoltà che talora sussiste nel distinguere il sogno dalla veglia: «Nulla vieta di credere che i discorsi che ora facciamo siano tenuti in sogno, e quando in sogno crediamo di raccontare un sogno, la somiglianza delle sensazioni nel sogno e nella veglia è addirittura meravigliosa».
Cartesio ribadisce che il sogno è la quintessenza dell'inganno perché può essere così incisivo, nelle sensazioni che provoca, da confondersi con la realtà poiché nel sogno, sia pure superficialmente, si presentano talvolta quegli elementi della chiarezza e della distinzione che danno evidenza di verità alla realtà.

### Gottfried Wilhelm von Leibniz
Nel pensiero di Leibniz la vita stessa della monade non è altro che «un sogno ben regolato». Infatti «Non è impossibile, metafisicamente parlando, che ci sia un sogno continuo e duraturo come la vita di un uomo [...] Ma posto che i fenomeni siano legati non importa che li si chiamino sogni o no poiché l'esperienza mostra che non ci si inganna nella misura in cui si apprendono i fenomeni, quando essi sono appresi secondo le verità di ragione».

### Immanuel Kant
La visione illuministica di Kant lo porta ad escludere dal sogno un qualsiasi aspetto che possa riguardare la vita reale regolata da quei principi razionali che permettono quella comunanza e scambio di pensiero tra gli uomini che cessano se ciascuno crede nelle proprie visioni della realtà:

### Arthur Schopenhauer
(A.Schopenhauer, Il mondo come volontà e rappresentazione, I, 5)
Tra i pensatori che hanno dedicato la loro attenzione in modo specifico alla problematica del sogno cogliendone il contraddittorio aspetto di un avvenimento reale che si manifesta nella materialità del sonno, che è grande parte della nostra vita, e che tuttavia si percepisce come parvenza e finzione, è Arthur Schopenhauer il quale si chiede se si possa risolvere la contraddittorietà rifacendosi a un elemento chiaro e distinto che ci permetta di distinguere la diversità tra il sogno e la realtà.
Sostenere che una maggiore vivacità caratterizza la realtà in confronto alla frequente nebulosità del sogno non è possibile poiché il paragone tra l'una e l'altro dovrebbe avvenire confrontando i due eventi contemporaneamente mentre invece noi possiamo solo notare la differenza dopo aver sognato: in effetti noi confrontiamo non il sogno ma il «ricordo del sogno con la realtà presente.»
Schopenhauer contesta la soluzione kantiana che credeva che il principio di causalità che si presenta costantemente nel mondo reale permettesse di distinguerlo dal sogno e osserva che  «[...] anche nel sogno ciascun particolare dipende parimenti in tutte le sue forme dal principio di ragione». La sua risposta a Kant potrebbe quindi essere formulata così: Tutto è sogno: la vita è un lungo sogno connotato da sogni brevi: entrambe le realtà presentano connessioni costanti ma non c'è rapporto tra il lungo sogno della vita e i sogni brevi che vi compaiono.
«L’unico criterio sicuro per distinguere il sogno dalla realtà è in effetti quello affatto empirico del risveglio, con il quale in verità il nesso causale fra le circostanze sognate e quelle della vita cosciente viene espressamente e sensibilmente rotto».
Come i poeti hanno fantasiosamente immaginato la vita come un sogno anche Schopenhauer metaforicamente descrive la vita e il sogno come «le pagine di uno stesso libro. La lettura continuata si chiama la vita reale. Ma quando l’ora abituale della lettura (il giorno) è terminata e giunge il tempo del riposo, allora noi spesso seguitiamo ancora pigramente, senza ordine e connessione, a sfogliare ora qua ora là una pagina: ora è una pagina già letta, ora una ancora sconosciuta, ma sempre dello stesso libro.» Dunque sogno la vita, sogno i sogni «Se, dunque, per giudicare scegliamo un punto di riferimento esterno ad entrambi, non troviamo nella loro essenza nessuna distinzione precisa e siamo così costretti a concedere ai poeti che la vita è un lungo sogno».

### Friedrich Nietzsche
In un breve aforisma Nietzsche indica nel sogno l'origine della credenza sugli spiriti, della separazione tra anima e corpo e, addirittura, della metafisica: «Nelle epoche di civiltà rozza e primordiale l'uomo credette di conoscere nel sogno un secondo mondo reale; è questa l'origine di ogni metafisica…».

## Sogno e psicoanalisi

### Le principali teorie
Nel 1900 Sigmund Freud nella sua celebre opera L'interpretazione dei sogni tentò di spiegare questa modalità di funzionamento dell'apparato psichico descrivendo la psicologia dei processi onirici e suddivise il funzionamento dell'apparato psichico in due forme che chiamò processo primario e processo secondario. Secondo questa teoria psicoanalitica classica, il sogno sarebbe la realizzazione allucinatoria durante il sonno di un desiderio rimasto inappagato durante la vita diurna.
Dopo Freud molti analisti di varie correnti si sono interessati al sogno. Contributi originali sono stati portati nel 1952 da Ronald Fairbairn, per cui il sogno sarebbe un fenomeno schizoide, da interpretare alla luce della teoria degli oggetti parziali della Klein, ponendo l'accento sull'aspetto simbiotico della personalità.
Walter Bonime nel 1962 propone una teoria del sogno basata sulla concezione che il sogno sia un autoinganno volto a preservare e a rafforzare un modello di vita, ponendo l'accento sull'aspetto comportamentale sociale della personalità.

### L'analisi dei sogni pietra miliare della psicoanalisi
Più volte Freud espresse la sua concezione attraverso la sua ormai nota formulazione secondo la quale «il sogno è la via maestra per esplorare l'inconscio».
È infatti con l'interpretazione dei sogni che nasce quella disciplina di indagine psicologica profonda chiamata psicoanalisi.
Lo sviluppo della psicoanalisi è andata di pari passo con l'elaborazione e quindi l'analisi e l'interpretazione dei sogni non solo dei pazienti ma anche degli stessi analisti.
Freud dedicò una gran quantità di tempo, così come Jung e ogni altro psicoanalista esperto, all'analisi dei propri sogni. Anzi su questa questione si può tranquillamente dire che la psicoanalisi nasce con l'atto di ripiegamento riflessivo dello stesso Freud sui contenuti provenienti dall'inconscio che a lui si palesavano tramite le immagini oniriche dei suoi sogni. Così facendo egli per primo iniziò a percorrere una nuova via di conoscenza che fece di lui il pioniere e padre di quella moderna psicologia detta psicoanalisi che ben presto attrasse a sé una quantità enorme di medici e pazienti desiderosi di intraprendere tale percorso che tuttavia, come Freud fin dall'inizio precisò, solo secondariamente era psicoterapeutica essendo la psicoanalisi principalmente una via di conoscenza.
Freud per sua formazione tendeva ad andare in sintonia con la scienza ufficiale, ma la psicoanalisi nasce proprio perché Freud invece non si conformò alla scienza del tempo, che non dava alcun serio significato al sogno e al suo specifico linguaggio, e si ritrovò più in sintonia con la lunga tradizione delle credenze popolari.
La psicoanalisi ha sempre visto un'intelligenza in azione nei contenuti di pensiero che via via emergevano dall'attività onirica, contenuti che pur provenienti dalla medesima attività onirica alcuni psicoanalisti hanno chiamato più semplicemente contenuti dell'inconscio e altri anche messaggi dell'inconscio ma che per entrambi hanno un'intelligenza.
Mentre questo lavoro di interpretazione dei sogni andava progredendo, la psicoanalisi come scienza viva ha precisato, modificando via via nel tempo la sua teoria generale del sogno, creando anche varie scuole di pensiero al proposito. Resta il fatto che il sogno e l'interpretazione del sogno costituiscono il fondamento che ha dato origine a questa disciplina ed anche ne ha determinato lo sviluppo e la creatività.

### Il sogno secondo Sigmund Freud
Secondo Freud il sogno costituisce un mezzo tra i più efficaci per osservare le fantasie rimosse dall'area della coscienza durante il giorno, ma che vengono rappresentate come in una specie di teatro durante la notte. I due meccanismi principali che sono deputati alla trasformazione e rappresentazione del materiale onirico sono lo spostamento (di oggetto rappresentato) e la condensazione (una crasi di temi e simbolismi). Questo permette al mattino di ricordare, per un certo tempo, immagini mentali e relative emozioni, normalmente censurate.
Gli psicoanalisti imparano a interpretare i sogni dopo un lunghissimo periodo di analisi, detto training.

### Critiche interne alla psicoanalisi delle concezioni freudiane del sogno
Oggi anche molti psicoanalisti trovano discutibili alcuni punti delle teorie di Freud. Raramente, infatti, i sogni riguardano la soddisfazione dei desideri, come in parte originariamente teorizzato da Freud: essi possono aiutare a ricostruire alcuni processi intrapsichici più ampi, mettendo in luce aspetti endopsichici conflittuali o strutturali, e possono assumere un ruolo importante nella guida interiore del soggetto per la propria reintegrazione psichica.

## Il sogno nella cultura di massa
di felicità.

Nel sonno non hai pensieri

Ti esprimi con sincerità.»
(da: Cenerentola di Walt Disney)
L'interpretazione dei sogni nelle culture popolari è spesso semplicistica e le stesse formule chiave sono applicate indifferentemente a individui completamente diversi. La famosa smorfia napoletana è un elenco delle associazioni di immagini, situazioni, oggetti, avvenimenti con i numeri del gioco del lotto, un dizionario prêt-à-porter dei desideri di uscire dalla necessità con una vincita risolutiva.

Dante Alighieri nella Vita nuova (III, 4-11) sogna Amore personificato che tiene in braccio Beatrice addormentata, e nella Divina Commedia fa diversi sogni; nel poema non va poi dimenticata la rievocazione del sogno premonitore del Conte Ugolino (Inferno - Canto trentatreesimo, vv. 22 - 55); inoltre il poeta, al culmine della sua esperienza straordinaria (Empireo, canto XXXIII del Paradiso), incapace per sua stessa ammissione, di descriverla a parole, fa ricorso a similitudini nelle quali dice tra l'altro «Qual è colui che somniando vede, /che dopo il sogno la passione impressa/rimane, e l'altro alla mente non riede,/cotal son io... Così la neve al sol si disigilla;/così al vento nelle foglie levi/si perdea la sentenza di Sibilla». 
Nel dramma romanzesco La tempesta di Shakespeare  il mago Prospero afferma (atto IV, scena I):"Siamo fatti della stessa sostanza dei sogni, e nello spazio e nel tempo di un sogno è raccolta la nostra breve vita ("We are such stuff as dreams are made on, and our little life is rounded with a sleep"). 
Nei Promessi sposi si ricordano le "fantasie" di Renzo Tramaglino durante la fuga verso l'Adda (capitolo XVII) e il sogno fatto da don Rodrigo appestato e tradito dal Griso (capitolo XXXIII).
Il sogno può essere a volte un escamotage per descrivere quelle sensazioni che derivano da eventi che per qualche ragione rimangono si nella memoria, ma in modo sfumato, dai contorni non certamente ben delineati. Per esempio, la decomposizione di una carogna nell'omonimo sonetto di Baudelaire nella raccolta poetica I fiori del male viene così descritta: «Le forme svanivano ed erano ormai un sogno,/un abbozzo lento a prendere forma/sulla tela obliata che l'artista porta a termine/solamente col ricordo».

## Il sogno nell'arte
- Sogno di Innocenzo III di Giotto

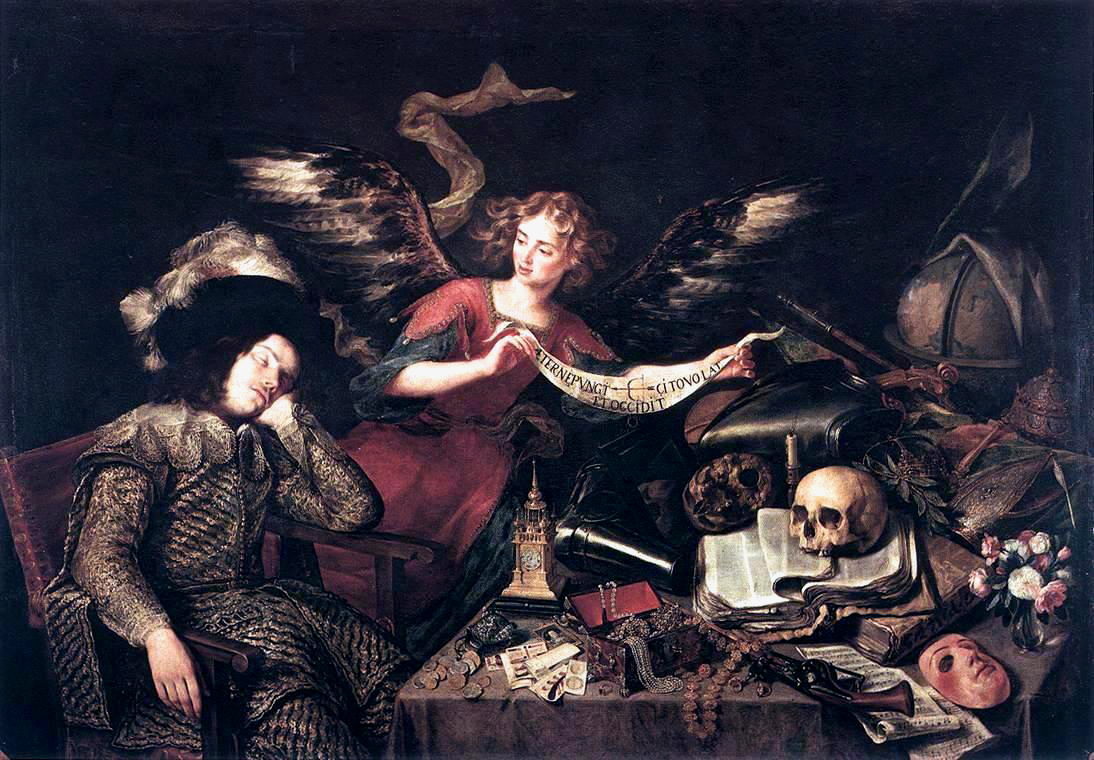
Sogno del nobiluomo, Antonio de Pereda, dipinto custodito a Madrid.

- Sogno di Costantino di Piero della Francesca
- Sogno del cavaliere di Raffaello
- Sogno di sant'Orsola di Vittore Carpaccio
- Sogno del nobiluomo di Antonio de Pereda
- Ulisse e Diomede nella tenda di Reso di Corrado Giaquinto
- Incubo di J. H. Fussli
- Il sonno della ragione genera mostri di Francisco Goya
- Sogno di una sedicenne di Natale Schiavoni
- Il sogno di Ossian di J. A. D. Ingres
- Il sogno dell'eunuco di Jean-Jules-Antoine Lecomte du Nouÿ
- Il sogno di Henri Rousseau
- Sogno causato dal volo di un'ape intorno a una melagrana un attimo prima del risveglio di Salvador Dalì